# Marco Civil da Internet
O Marco Civil da Internet, oficialmente Lei n° 12 965, de 23 de abril 2014, é a norma legal que disciplina o uso da Internet no Brasil por meio da previsão de princípios, garantias, direitos e deveres para quem faz uso da rede, bem como da determinação de diretrizes para a atuação do Estado.
O Marco Civil surgiu em 2009 no Poder Executivo, foi aprovado na Câmara dos Deputados em 25 de março de 2014, no Senado Federal em 22 de abril de 2014, e sancionado no dia seguinte pela então presidente Dilma Rousseff.
A ideia do projeto, surgida em artigo publicado em 2007 pelo professor Ronaldo Lemos, foi adotada pelo governo federal em função da resistência social ao projeto de lei de cibercrimes, conhecido como Lei Azeredo (em alusão ao seu autor, Eduardo Azeredo), muito criticado sob a alcunha de AI-5 digital. Após ser desenvolvido colaborativamente em um debate aberto por meio de uma plataforma digital, em 2011 o Marco Civil foi apresentado como um Projeto de Lei do Poder Executivo à Câmara, sob o número PL 2 126/2011. No Senado, desde 26 de março de 2014 o projeto tramitou sob o número PLC 21 de 2014 até sua aprovação em 23 de abril de 2014.
A lei aborda temas como neutralidade da rede, privacidade, retenção de dados, a função social da Internet, liberdade de expressão, e responsabilidade civil de provedores.

## Histórico
A discussão sobre a necessidade de marco de direitos para o usuário da internet começou com a oposição gerada em torno da "Lei de Cibercrimes", que previa criação de novos tipos penais para diversas condutas na internet (PL 89/2003 do senador Eduardo Azeredo de Minas Gerais), que ficou conhecida posteriormente como o "AI-5 Digital".
A ideia do Marco Civil surgiu a partir da concepção do professor Ronaldo Lemos, expressa em artigo publicado em 22 de maio de 2007.
No primeiro semestre de 2008, o professor da Faculdade de Comunicação da UFBA André Lemos e o sociólogo e então professor da Fundação Cásper Líbero Sérgio Amadeu iniciaram um abaixo-assinado que foi circulado dentro das redes de pesquisadores de cibercultura (ABCiber). Segundo Amadeu, a ideia inicial era expressar para o Senado a opinião dos intelectuais. Então o ativista e publicitário João Caribé criou uma petição online, que atingiu 100 mil assinaturas em menos de um mês 
Em 2009 o presidente Lula comentou durante o 10º Fórum de Internet e Software Livre que no governo dele "era proibido proibir" e incumbiu publicamente o Ministério da Justiça a propor uma legislação baseada em direitos. Então a Secretaria de Assuntos Legislativos do Ministério da Justiça (SAL-MJ) optou por realizar uma consulta pela internet para embasar a redação do anteprojeto de lei.
O anteprojeto de lei to Marco Civil da Internet foi elaborado de forma inovadora, utilizando a plataforma CulturaDigital.Br do Ministério da Cultura. O uso de uma plataforma já existente facilitou os trabalhos da SAL e foi essencial para a criação do anteprojeto da forma como ele foi feito.
Partindo dos debates e sugestões da primeira fase, formulou-se a minuta do anteprojeto que voltou a ser debatida, numa segunda fase. Os debates públicos dessa segunda fase foram iniciados em 8 de Abril e encerrados em 11 de junho de 2010. O Marco Civil foi descrito pelo então Ministro da Justiça, Luiz Paulo Barreto, como "A Constituição da Internet".
O site Techdirt descreveu o Marco Civil como um uma lei “anti-ACTA”, em referência ao Acordo Comercial Anticontrafação, muito criticado por restringir a liberdade na Internet e que acabou rejeitado pela União Europeia.

### Processo legislativo
Após mais de um ano desde o encerramento do processo de elaboração coletiva do anteprojeto de lei, em 24 de agosto de 2011, o projeto de lei foi enviado à Câmara pela Presidente Dilma Rousseff, com pedido de urgência.

#### Câmara dos Deputados
Recebido na Câmara dos Deputados como projeto de lei nº 2 126/2011, o Marco Civil inicialmente foi distribuído para três comissões temáticas permanentes: Defesa do Consumidor (sendo designado como relator o Dep. Roberto Santiago); Ciência e Tecnologia, Comunicação e Informática; e Constituição e Justiça e de Cidadania. Com o acréscimo da Comissão de Segurança Pública e Combate ao Crime Organizado, em outubro de 2011 criou-se uma Comissão Especial, instalada em 28 de março de 2012, tendo João Arruda na presidência e Alessandro Molon na relatoria. Em 12 de abril foi deferido o requerimento para que o projeto fosse apensado ao PL 5 403/2001.
Após realizar varias sessões deliberativas que terminaram sem votação, além de sete audiências públicas, a Comissão Especial encerrou seus trabalhos em 2012 sem votar um parecer. Coube ao deputado Alessandro Molon apresentar também em plenário seu relatório pela aprovação do texto substitutivo ao Projeto de Lei 2126/11, analisando trinta e oito projetos de lei apensados, mais um total de 69 emendas.
Reunindo o tempo da comissão especial e do plenário da Câmara, por diversos motivos e justificativas formais, a votação do PL foi adiada ou simplesmente não aconteceu por vinte e nove vezes: em 2012, por sete oportunidades (dias 10, e 11 de julho, 18 de setembro, 07, 13 e 20 de novembro e 05 de dezembro); em 2013, por dez vezes (dias 16 de julho 29 de outubro, 06, 12, 19, 20, 26 e 27 de novembro e 3, 4 de dezembro); e em 2014, mais doze datas (dias 4, 5, 11, 12, 18, 19, 25 e 26 de fevereiro e nos dias 11, 12, 18 e 19 de março).
Finalmente, em 25 de março de 2014 o projeto de lei foi aprovado na Câmara dos deputados e enviado no dia seguinte para o senado federal.

##### Urgência constitucional
No dia 08 de julho de 2013, após Edward Snowden revelar que as comunicações do governo e do povo brasileiro eram alvo de espionagem eletrônica pelos EUA, a Presidente Dilma Rousseff e a Ministra das Relações Institucionais Ideli Salvatti apontaram a gravidade do problema e a necessidade urgente de aprovação do Marco Civil da Internet.
Em 11 de setembro de 2013 foi publicado no Diário Oficial da União a mensagem de urgência assinada pela Presidente Dilma Rousseff. Com a publicação desse ato no Diário Oficial da Câmara dos Deputados, começou a contagem do prazo de 45 dias para que o Marco Civil fosse apreciado pelos deputados, o que não ocorreu. A partir do dia 29 de outubro de 2013, a pauta da Câmara dos Deputados entrou em suspensão.

#### Senado
A partir de 26 de março de 2014, o projeto passou a tramitar no Senado Federal, como Projeto de Lei da Câmara (PLC) nº 21, de 2014. Em função da urgência constitucional, o projeto também tinha o prazo de 45 dias para ser votado no Senado, ou passaria a trancar a pauta.
O Marco Civil da Internet foi distribuído para apreciação simultânea de três comissões temáticas permanentes: Ciência, Tecnologia, Inovação, Comunicação e Informática; Meio Ambiente, Defesa do Consumidor e Fiscalização e Controle; e Constituição, Justiça e Cidadania.
Em 22 de abril de 2014, o projeto de lei foi aprovado no plenário do Senado.

#### Sanção presidencial
A Presidente Dilma Rousseff sancionou a lei em 23 de abril de 2014, com assinatura simbólica durante a NETmundial, conferência realizada em São Paulo para debater o futuro da governança da Internet. O Marco Civil serviu de pauta para muitas discussões do evento, sendo elogiado por diversos convidados. Sir Tim Berners-Lee afirmou ser um "fantástico exemplo de como os governos podem desempenhar um papel positivo na promoção dos direitos da web e mantê-la aberta", além de pedir para outros países seguirem o exemplo do Brasil.
Publicado no Diário Oficial da União no dia 24 de abril de 2014, o Marco Civil foi numerado como Lei nº 12 965.

## Controvérsia
Como parte de sua proposta de elaboração coletiva e aberta, o Marco Civil não foi concebido como resultado de um consenso pacífico, mas como o produto de uma opção política, ainda que baseada na diversidade de interesses de uma sociedade plural. Um ponto controverso é que o texto aprovado é completamente diferente do colocado em debate público desde 2010.
O artigo 19 e seus parágrafos 3º e 4º permitem que juízes de juizados especiais, motivados em “interesse da coletividade”, determinem liminarmente a retirada de conteúdo de um site. O Marco Civil reforçaria a possibilidade de censura e eliminação de determinadas informações na web. Em troca da garantia de direitos civis, alguns outros direitos civis foram retirados. Especificamente, o Marco Civil determinou a retenção de dados de telecomunicações por um ano.

#### A favor
Petições eletrônicas, campanhas e cartas abertas em favor do Marco Civil foram elaboradas como manifestações coletivas de apoio à aprovação do projeto de lei:
- Aprovação do Marco Civil da Internet no Brasil[60]
- Carta de Olinda[61]
  - Carta do III Fórum da Internet ao Senado Federal[62][63]
  - Hands Off the Marco Civil![64]
  - Em favor do Marco Civil da Internet no Brasil[65] (Civil Society Statement In Support of the Brazilian “Marco Civil da Internet”)[66]
  - Letter from International Civil Society Organizations to President Dilma Rousseff in support of her statement at the 68th Session of the UNGA[67] ("Carta das organizações internacionais da sociedade civil para a Presidente Dilma Rousseff em apoio ao discurso na 68ª sessão da Assembleia Geral das Nações Unidas")[68]

#### Contra
Em diversos aspectos distintos, várias manifestações também se opuseram expressamente à aprovação do Marco Civil da Internet.
A Associação Nacional dos Delegados da Polícia Federal entendeu que o Marco Civil é inconstitucional e contradiz a Declaração Universal dos Direitos Humanos da ONU, porque "concede ao direito à liberdade de expressão na rede mundial de computadores um valor absoluto, maior a todos os outros, negando, com isto, existência de outros direitos fundamentais previstos na Constituição", ficando comprometidos "os direitos à segurança, o de resposta e indenização por dano moral, material e à imagem", bem como "a vedação do anonimato e inviolabilidade da honra e imagem das pessoas".
Representantes do Ministério Público e das Polícias Federal e Civil defenderam durante a CPI da Pedofilia do Senado que alguns princípios da segurança pública e judiciais fossem incorporados ao Marco Civil, para assegurar a inviolabilidade da honra das pessoas. Também se manifestaram favoráveis ao aumento no prazo da guarda de logs de acesso e a obrigatoriedade da guarda dos logs de serviço.
Em setembro de 2012, uma nota técnica interna assinada por três procuradores do Ministério Público Federal indicou que "a criação de um marco civil da internet é louvável, mas ainda é necessário aperfeiçoar a proposta" uma vez que a regulação da responsabilidade dos intermediários coloca em risco excessivo "direitos do consumidor, a privacidade da pessoa, a proteção integral da criança e do adolescente e a dignidade da pessoa humana".
Em dezembro de 2013, o Partido Pirata no Brasil retirou seu apoio ao projeto de lei. Segundo os piratas, "a invasão da privacidade de todo e qualquer internauta passa a ser, mais do que um modelo de negócio questionável, uma obrigação legal imposta pelo Estado; que pode acarretar na coisificação do usuário, pois existe a possibilidade de venda dos logs".
Segundo o fundador do Partido Pirata Rick Falkvinge, o Marco Civil "deixou de ser um projeto de lei que garantia à próxima geração de indústrias, o terreno fértil que eles precisavam, e aos cidadãos, a garantia de acesso aos serviços públicos e à liberdade de expressão. Passou a ser apenas um projeto de lei que permite a rastreabilidade habilitada à indústrias obsoletas entrincheiradas contra o futuro e seus sucessores. Foi um desastre".

## O texto normativo
A Lei 12 965/14 conta com trinta e dois artigos, divididos em cinco capítulos: Disposições preliminares; Dos direitos e garantias dos usuários; Da provisão de conexão e aplicações da Internet; Da atuação do poder público; e Disposições Finais. Versa que "O acesso à Internet é essencial ao exercício da cidadania (...)".

#### Reserva jurisdicional
Segundo o texto da lei, a obtenção de dados referentes aos registros de conexões e de acesso a aplicações de internet é condicionada a prévia decisão judicial específica e fundamentada. Os dados podem ser requeridos para a formação de conjunto probatório em ações civis ou penais (caput do art. 17), em caráter incidental ou autônomo, desde que apresentados fundados indícios da ocorrência do ilícito, justificativa motivada da utilidade dos registros e o período ao qual se referem os registros.

#### Responsabilidade dos provedores
Antes do Marco Civil, havia decisões judiciais condenando os provedores por ilicitudes decorrentes conteúdo gerados por seus usuários de serviços online. Em setembro de 2021, uma nota técnica encaminhada ao Subprocurador-Geral da República, assinada por três procuradores do Ministério Público Federal, concluiu que a regulação da responsabilidade dos intermediários proposta no Marco Civil coloca em risco excessivo "direitos do consumidor, a privacidade da pessoa, a proteção integral da criança e do adolescente e a dignidade da pessoa humana". Na mesma época, argumentava-se que o Marco Civil estabeleceria um regime de proteção sem razoabilidade, no qual a liberdade de expressão receberia proteção superior àquela garantida aos direitos da personalidade, em semelhança à dinâmica da Primeira Emenda à Constituição dos Estados Unidos.
O Marco Civil da Internet limitou a responsabilidade dos provedores quanto aos conteúdo online gerados por terceiros, com um regime de responsabilidade distinto para provedores de conexão e para provedores de aplicações. Aos primeiros, o artigo 18 estabelece que não serão responsabilizados civilmente; e, para os segundos, o artigo 19 prevê que os provedores, em regra, apenas passam a se responsabilizar a partir de uma decisão judicial determinando a remoção do conteúdo, à exceção de situações envolvendo direito autoral ou material íntimo privado.
Na opinião de alguns críticos, "Quanto à proteção dos usuários da internet, o Marco Civil diminuiu a responsabilidade dos provedores de aplicações de internet. Nos termos do direito então vigente, o art. 942 do Código Civil estabelece solidariedade ex delito".

Havia decisões judiciais condenando os provedores pelo conteúdo publicado pelos usuários da rede, por ação ou omissão. 
Art. 19. Com o intuito de assegurar a liberdade de expressão e evitar a censura, o provedor de aplicações de Internet somente poderá ser responsabilizado civilmente por danos decorrentes de conteúdo gerado por terceiros se, após ordem judicial específica, não tomar as providências para, no âmbito e nos limites técnicos do seu serviço e dentro do prazo assinalado, tornar indisponível o conteúdo apontado como infringente, ressalvadas as disposições legais em contrário.
Parágrafo único. A ordem judicial de que trata o caput deverá conter, sob pena de nulidade, identificação clara e específica do conteúdo apontado como infringente, que permita a localização inequívoca do material.

## Contexto mundial
Nas Filipinas, em 2012, a Magna Carta para a Liberdade na Internet (em inglês, Magna Carta for Philippine Internet Freedom - MCPIF) também foi elaborada de forma colaborativa e apresentada como um projeto de lei na Câmara dos Deputados e no Senado. Se aprovada, a MCPIF revogará a Lei Republicana nº 10.175/2012, conhecida como Lei de Prevenção ao Cibercrime, além de dispor sobre liberdade de expressão, acesso universal, inovação, privacidade, propriedade intelectual, hackeamento e tráfico de pessoas.
Na Islândia, uma nova Constituição foi elaborada por uma Comissão Constitucional com o apoio da participação popular, via redes sociais como o Facebook e o Twitter, e aprovada por dois terços da população em um referendo, mas o texto foi rejeitado no parlamento, no final de 2012.
Nos Estados Unidos da América, onde os debates se vinculam à propriedade intelectual, tramitaram projetos de lei como PROTECT IP Act, conhecido como PIPA, e o Stop Online Piracy Act (ou SOPA).
Em nível internacional, e com nível muito reduzido de transparência, tramitam o Acordo Comercial Anticontrafação (ACTA, em inglês Anti-Counterfeiting Trade Agreement), com o objetivo de estabelecer padrões internacionais para o cumprimento da legislação sobre marcas registradas, patentes e direitos autorais, e a Parceria Trans-Pacífico (TPP, em inglês Trans-Pacific Partnership), sobre livre comércio. O ACTA não conseguiu alcançar grande adesão internacional, sofrendo inclusive uma inesperada derrota no Parlamento Europeu após uma forte campanha pública contrário, mesmo após a assinatura do Acordo por 22 de seus estados-membros.